# Polystichum subintegerrimum
Polystichum subintegerrimum là một loài thực vật có mạch trong họ Dryopteridaceae. Loài này được (Hook. & Arn.) Barrington miêu tả khoa học đầu tiên năm 1989.